# Esztergom
Esztergom (tyska och äldre svenska: Gran, slovakiska: Ostrihom och turkiska: Estergon) är en stad i Ungern, ungefär 50 kilometer nordväst om Budapest.
Esztergom är en av de äldsta städerna i Ungern och fanns redan på den romerska tiden. Det var den förste krönte ungerske kungens, Stefan I av Ungerns, födelseort. Staden var Ungerns huvudstad från 900-talet fram till mitten av 1200-talet, när kung Béla IV av Ungern flyttade huvudstaden till Buda.
Åren 1543–1595 och 1605–1683 tillhörde staden turkarna. År 1708 gjordes den av kejsar Josef I till kunglig fristad. Staden är fortfarande säte för ärkebiskopen inom den katolska kyrkan i Ungern. Esztergom är även säte för Ungerns författningsdomstol.
Esztergom ligger på floden Donaus högra strand, med den slovakiska staden Štúrovo på andra sidan. Bron över Donau förstördes under andra världskriget och återuppbyggdes inte förrän 2006. Stadsbilden domineras av basilikan, som är Ungerns största kyrka.

## Vänorter
Esztergom har följande vänorter:
- Esbo (Finland), sedan 1974
- Štúrovo (Slovakien), sedan 1991
- Bamberg (Tyskland), sedan 1992
- Cambrai (Frankrike), sedan 1992
- Ehingen (Donau) (Tyskland), sedan 1992
- Maintal (Tyskland), sedan 1993
- Gniezno (Polen), sedan 1994
- Mariazell (Österrike), sedan 2002
- Canterbury (Storbritannien), sedan 2004

## Bildgalleri

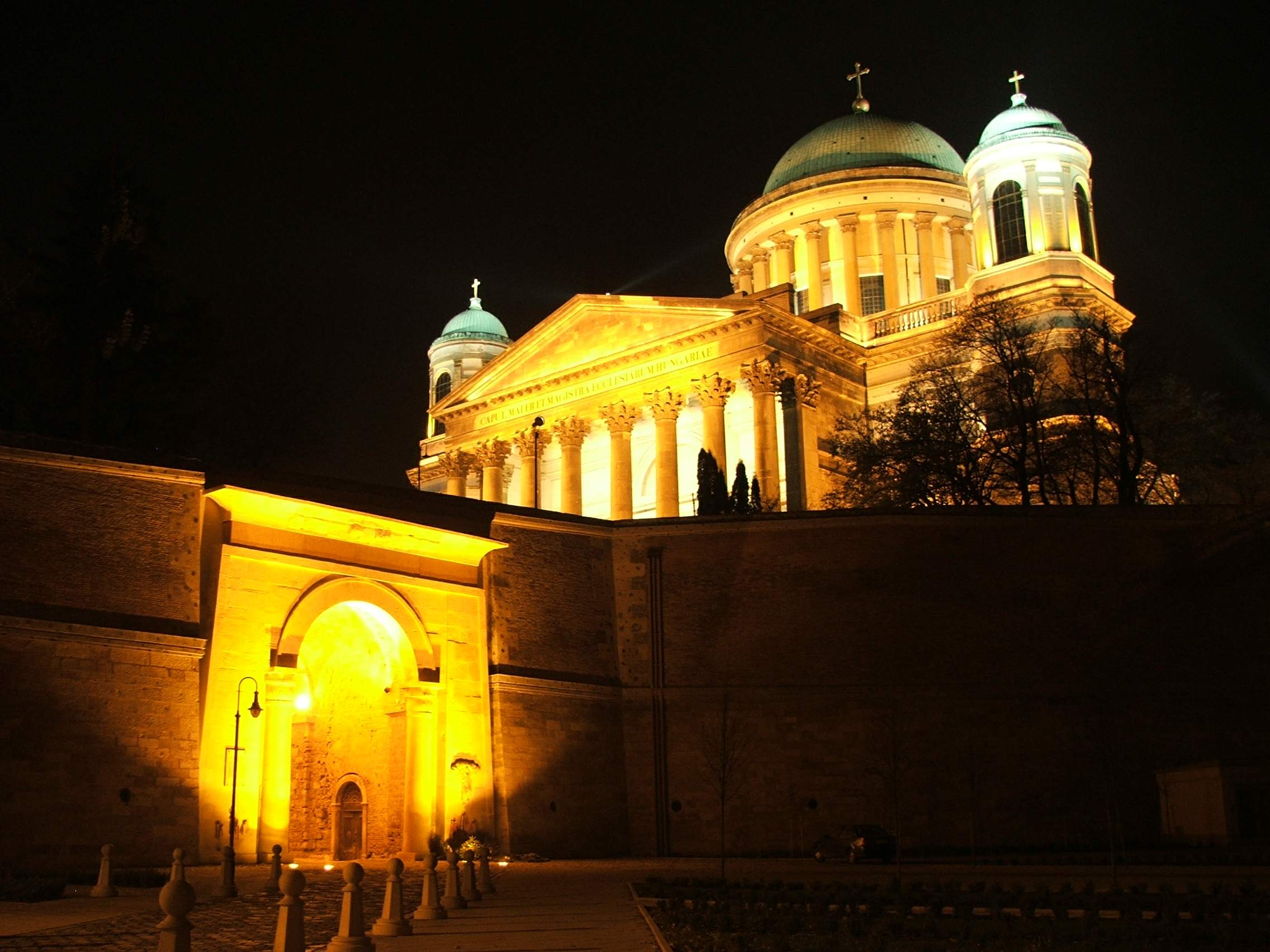
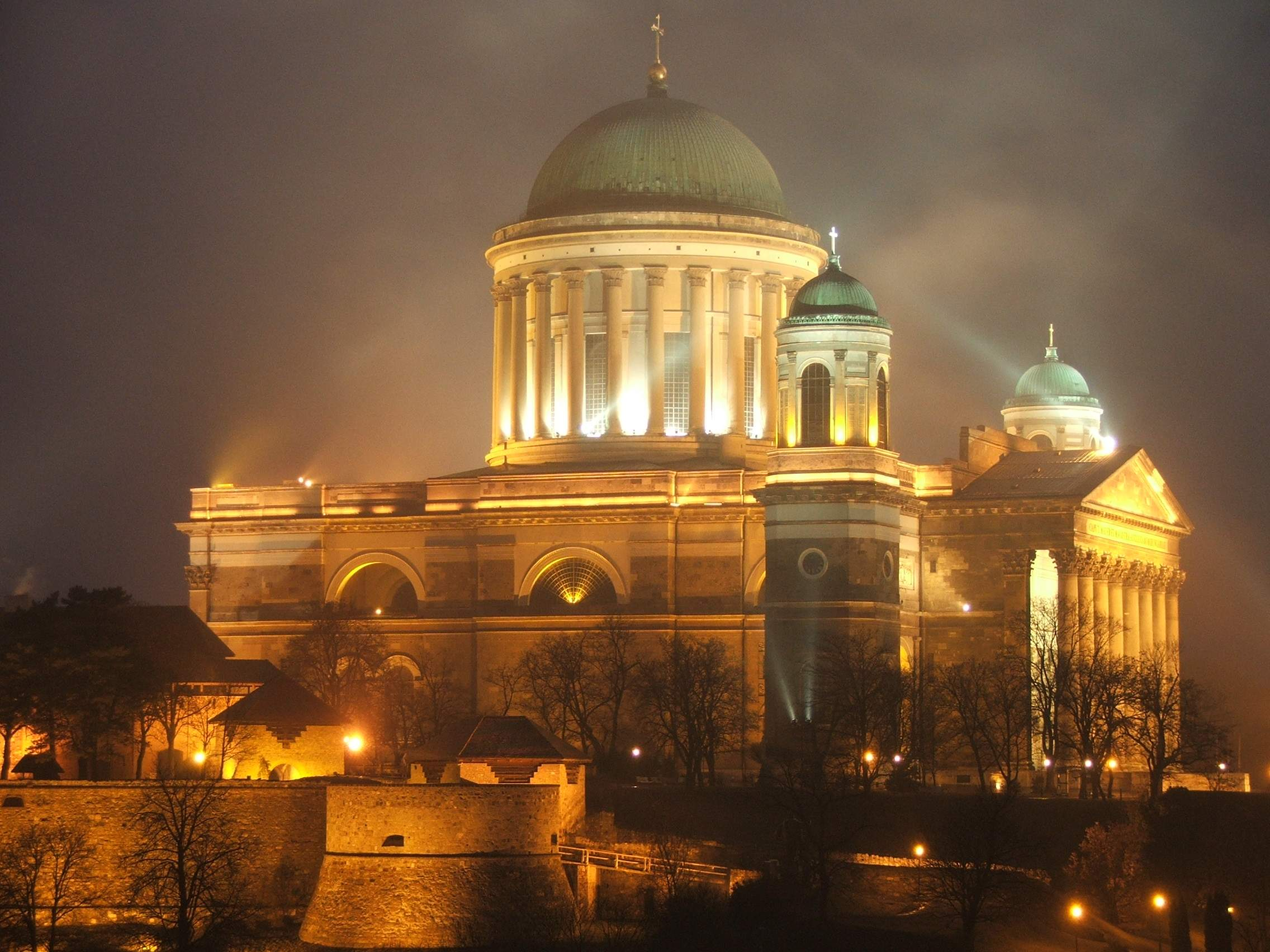
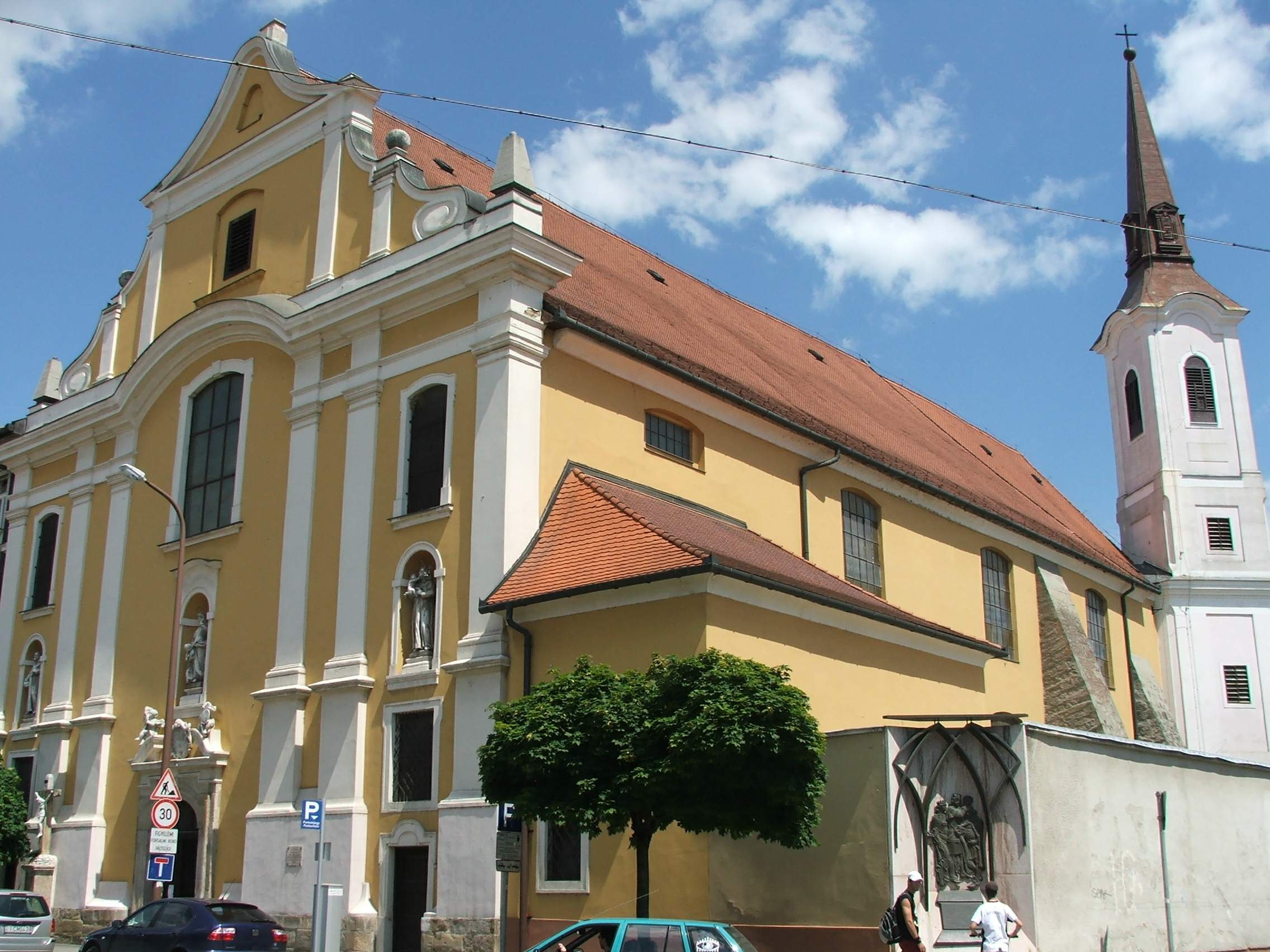
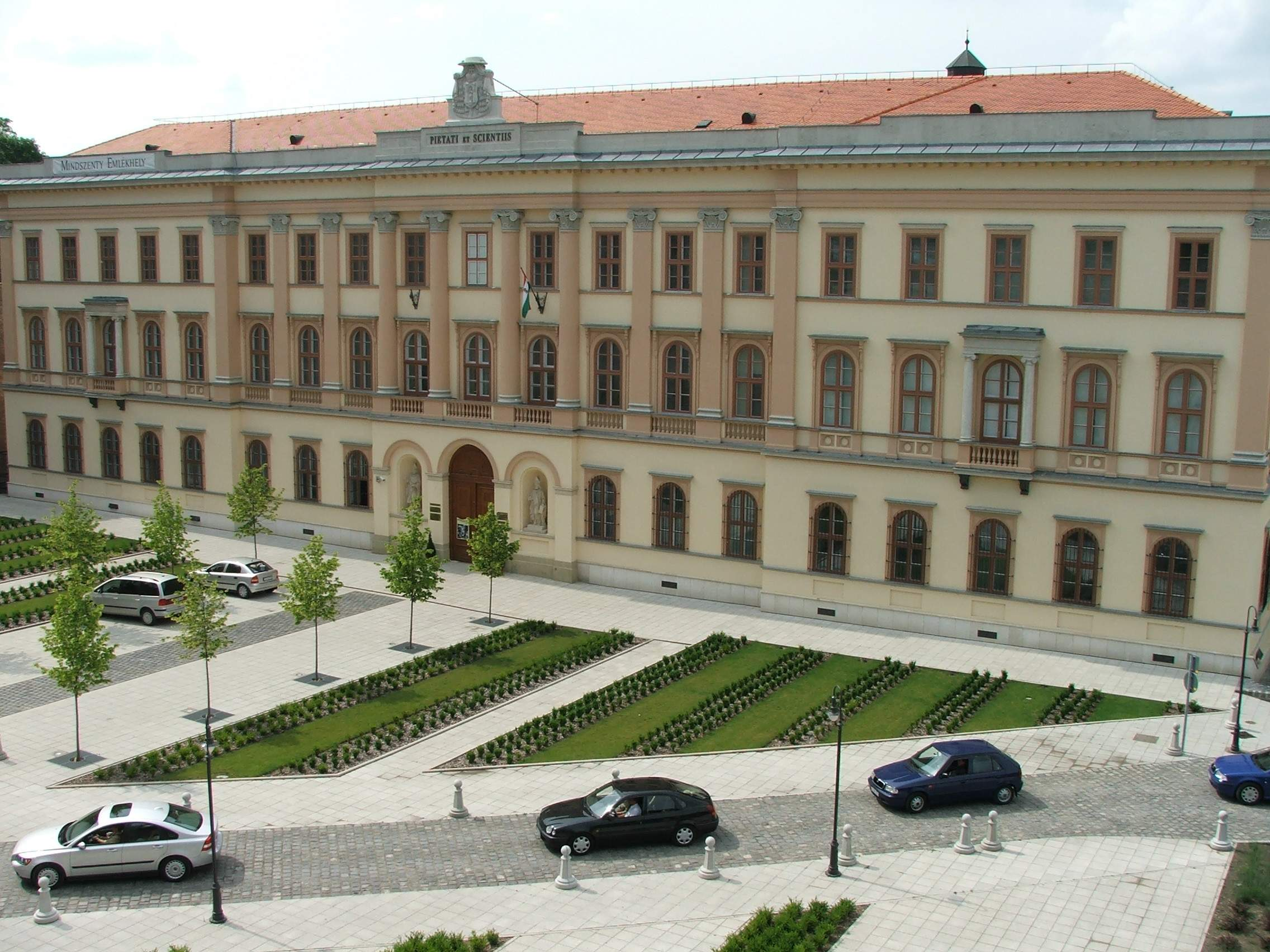
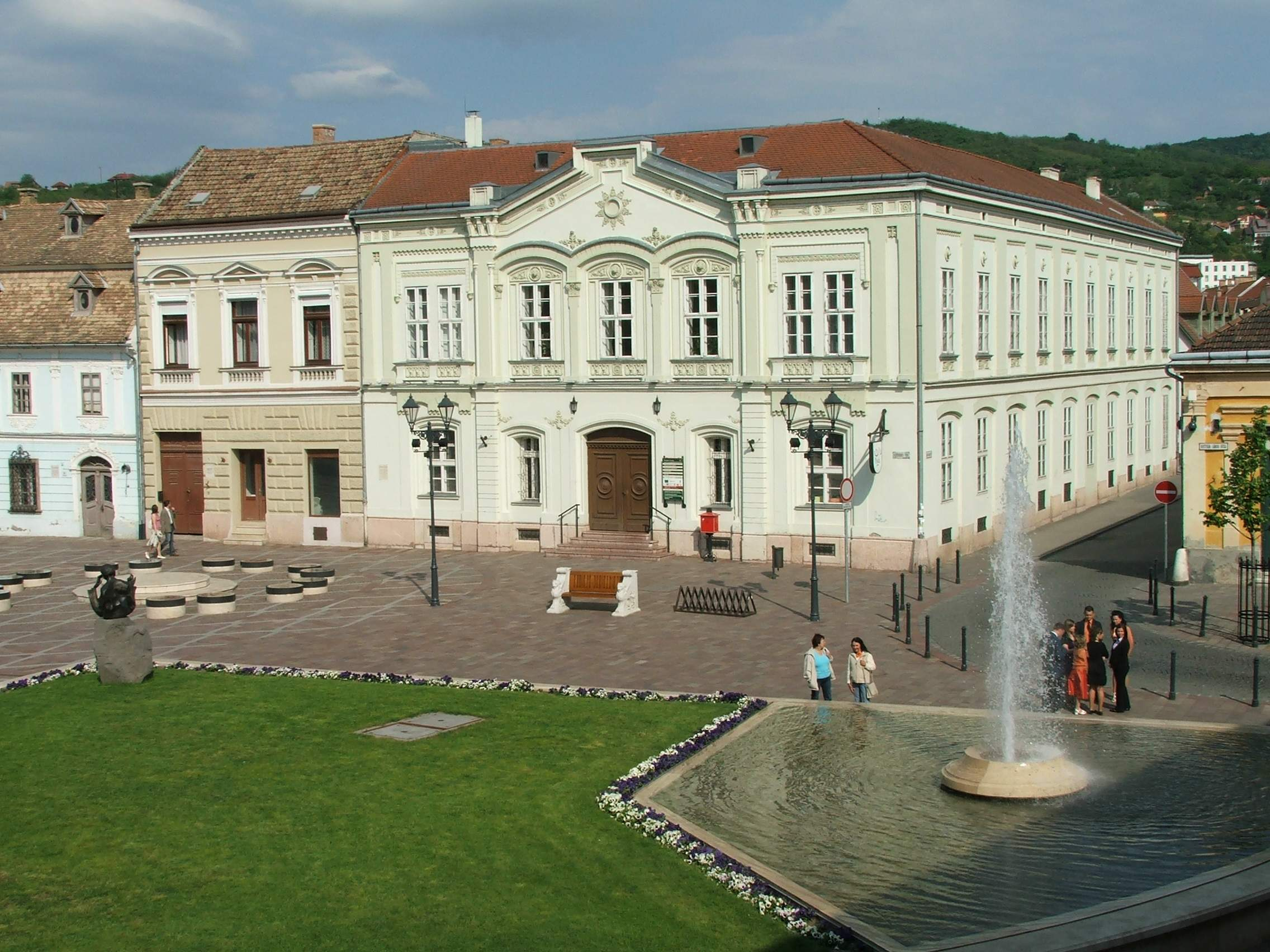
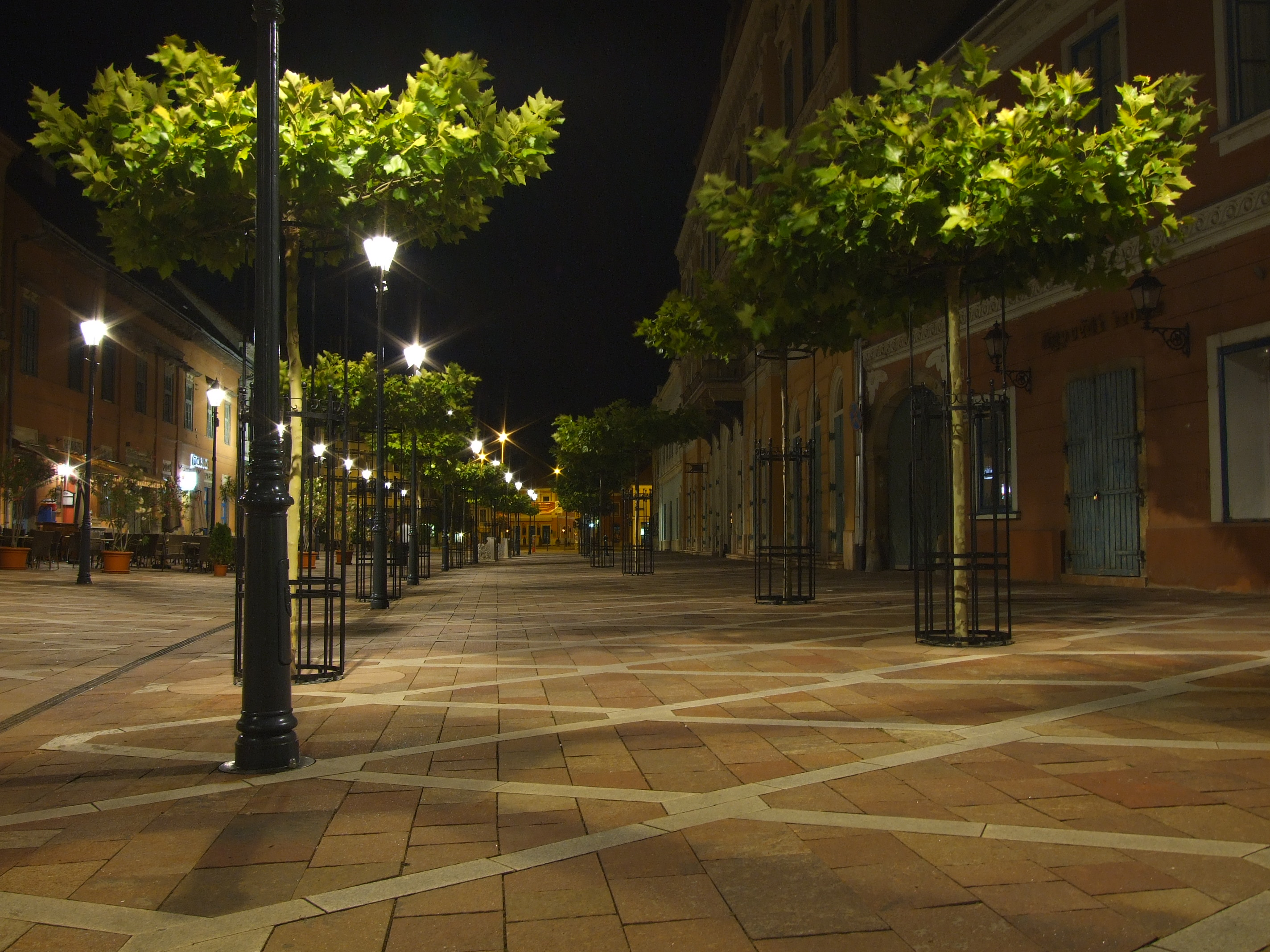
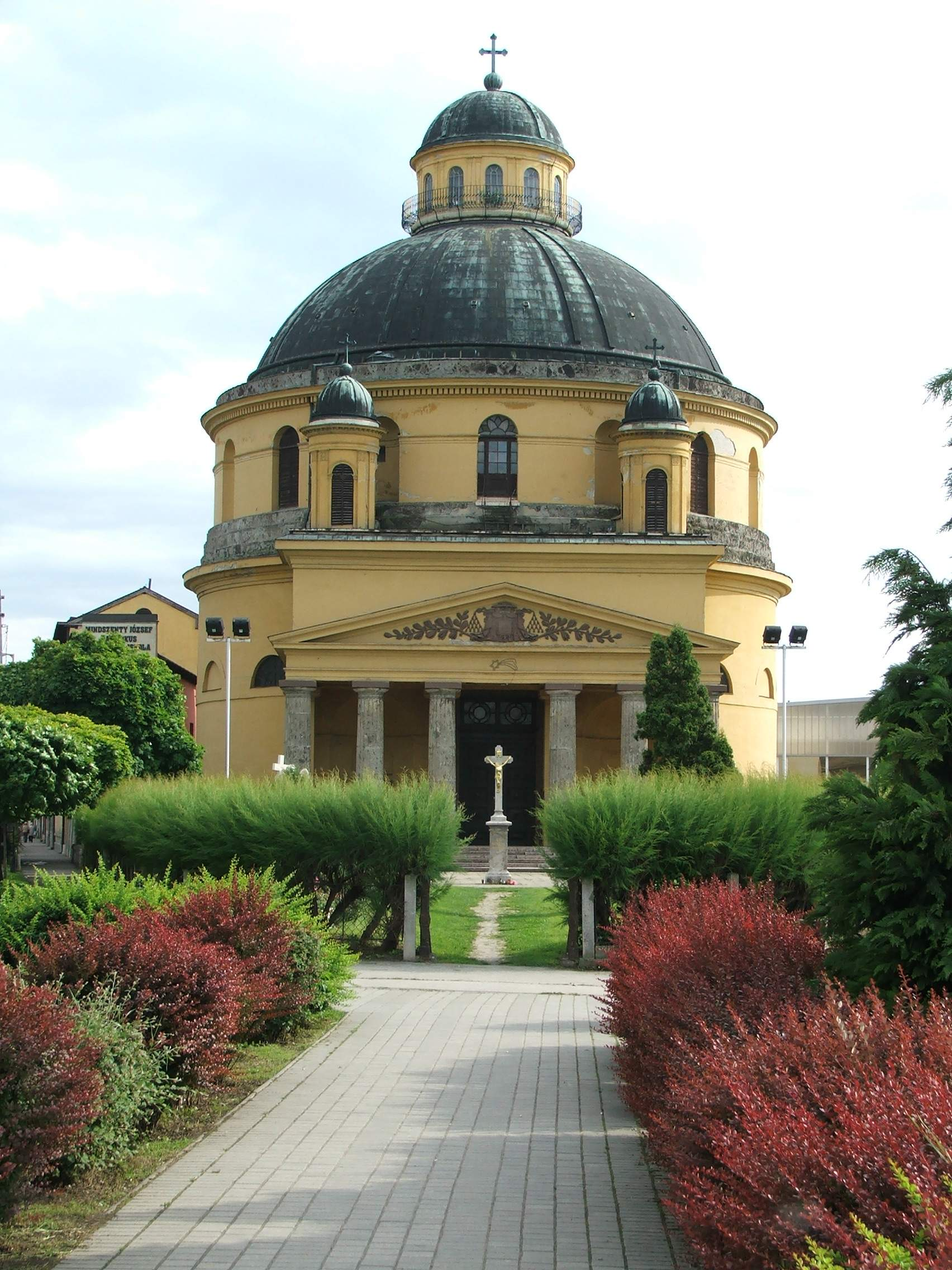